# Protammodytes sarisa
Protammodytes sarisa is een straalvinnige vissensoort uit de familie van de zandspieringen (Ammodytidae). De wetenschappelijke naam van de soort is voor het eerst geldig gepubliceerd in 1970 door Robins & Böhlke.